# Джасса Сингх Рамгархия

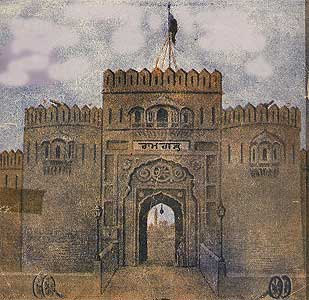
Одна из очень редких фотографий, сделанных Кила Рам Рауни в Рамгарха.

Джасса Сингх Рамгархия (в.-пандж. ਜੱਸਾ ਸਿੰਘ ਰਾਮਗੜ੍ਹੀਆ; 1723—1803) — известный сикхский лидер в период Сикхской Конфедерации. Он также являлся лидером мисаля (клана) Рамгархия. Подробные описания его жизни различны.

## Ранняя жизнь
Джасса Сингх Рамгархия родился в сикхской семье с фамилией Бхамбра в 1723 году. Согласно У. Х. Маклеоду , его родиной была деревня Ичогил, недалеко от Лахора, в то время как Х. С. Сингха ссылается только на Лахор, а Пурнима Дхаван упоминает происхождение либо в Гуге, либо в Сур Сингхе, оба недалеко от Амритсара. Между источниками существует согласие, что он был тарханом по происхождению и первоначально носил имя Джасса Сингх Токар (Джасса Сингх Плотник). У него было четыре брата — Джай Сингх, Хушал Сингх, Мали Сингх и Тара Сингх — и стал главой семьи, когда его отец, Джани Бхагван Сингх, умер.

## Карьера
Джасса Сингх стал командиром и вождем сикхского мисаля, который позже стал известен как Рамгархия, и построил форт под названием Рам Рауни и Рамгархия Бунга (сторожевая башня) в Амритсаре. Он объединил свои силы с могольским губернатором Пенджаба Адиной Бегом, который назначил его рисальдаром (командиром), но перешел на другую сторону, когда он попросил его атаковать форт во время осады Рам Рауни. Он защитил его от осады Адины Бега и в 1752 году восстановил поврежденный форт. Здание было переименовано в Рамгарх, от которого он и получил свое новое имя.
Политика Джассы Сингха отличалась от политики других лидеров сикхских кланов (мисалей). Большой размер территории Джассы Сингха вызывал зависть у других сикхских лидеров. Они не хотели, чтобы он стал слишком могущественным и правителем большого региона. На пике своего могущества территория Джассы Сингха в Бари-Доабе включала Баталу, Калднаур, Динанагар, Шри Харгобиндпур, Шахпур Канди, Гурдаспур, Кадиан, Гуман, Маттевал, а в Джаландхар-Доабе — Урмур Танда, Сарих, Миани, Гархдивала и Захура. В горах Кангра, Нурпур, Манди и Чамба заплатили ему дань в размере двух лакхов рупий. В 1776 году Бханги предали Рамгархию и присоединились к Хании, чтобы победить Джассу Сингха. После этого он обратил свое внимание на местность вокруг реки Джамма и Дели, недолго удерживая контроль над последним.
Пурнима Дхаван говорит, что «Джасса Сингх Рамгархия, казалось, обладал проницательным пониманием реальной политики, полагаясь в равной степени на дипломатическое убеждение и воинскую доблесть для достижения своих целей. … [Его] сторонники, по-видимому, ценили его политическую проницательность, прямолинейное поведение и простые, хотя и грубые способы».

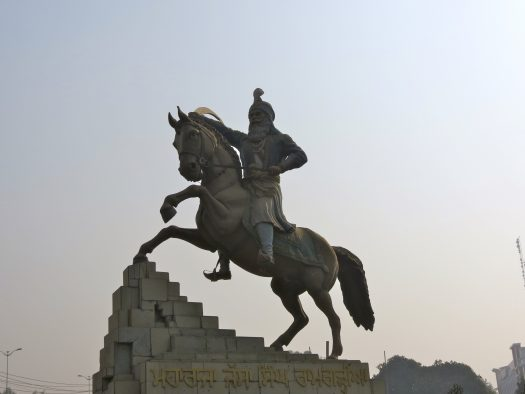
Конная статуя Сардара Джассы Сингха Рамгархии.

Джасса Сингх скончался в 1803 году, и ему наследовал его сын, Джодх Сингх Рамгархия (1758—1815), который уступил свои земли Ранджиту Сингху.
Критическое решение Джасы Сингха присоединиться к Хальсе и спасти Форт Рам Рауни изменило ход не только его собственной жизни, но и истории сикхов. Его почитали как Рамгархию. Его имя навсегда останется живым как основателя мисаля Рамгархия, сыгравшего главную роль в последующих битвах.
Сардар Джасса Сингх Рамгархия захватил Красный Форт после победы над Моголами в битве при Дели (1783) совместно с Сардаром Багхелем Сингхом. Он захватил трон могольского императора Аурангзеба (на котором он приказал убить 9-го гуру гуру тега Бахадура Джи), привез его на слонах и держал в Золотом Храме Амритсара. Даже сегодня он присутствует в Золотом Храме, известном как Рамгархия Бунга.

## Наследие
Конная статуя Сардара Джасса Сингха Рамгхарии была установлена в Амритсаре, штат Пенджаб.